# Guaire (rijeka)
Guaire je rijeka u Venezueli. Pritoka je rijeke Tuy i pripada karipskom slijevu.